# 俞正
俞正（1936年7月—2018年12月21日），甘肃兰州人，中华人民共和国政治人物，甘肃省政协原副主席，中国国民党革命委员会中央委员会原常务委员、甘肃省委员会主任委员，第九、十届全国政协委员。